# Русское Маклаково
Ру́сское Маклако́во — село в Спасском районе Нижегородской области. Входит в состав Маклаковского сельсовета.

## История
Село славилось производством мебели с деревянной мозаикой. До 1932 года в селе была православная церковь. В память о разрушенной церкви в 2011 году на въезде в село был установлен поклонный крест.

## Население
| 2002 | 2010 |
| ---- | ---- |
| 415  | ↘236 |

## Улицы
| - ул. Зелёная, - ул. Мира, - ул. Новая, | - ул. Советская, - ул. Центральная, - ул. Школьная. |